# Jane Aamund
Jane Aamund (ur. 8 listopada 1936, zm. 29 stycznia 2019) – duńska autorka i dziennikarka. Jest siostrą biznesmena Asgera Aamund.

## Życiorys
Jane Aamund urodziła się 8 listopada 1936. W latach 1954-1968 pracowała jako dziennikarka w kilku duńskich gazetach i czasopismach. W 1968 założyła agencję PR. W 1973 została managerem w firmie Fur Company. Uczyła się języka hiszpańskiego w latach 1979–1980 w Colorado State University. Ponownie zaczęła pracować jako dziennikarz w 1980 roku w Berlingske Tidende. W 1993 brała udział w kursie dla autorów w Media Business School w Hiszpanii.
W 1997 otrzymała nagrodę Złote Laury za książkę Colorado drømme.